# Schijfloze computer
Een schijfloos (Engels: diskless) computersysteem is een systeem dat, zoals de naam al aangeeft, geen harde schijf of ander extern geheugen heeft.
Een (traditionele) harde schijf kan zeer nuttig zijn omdat hij veel data kan bevatten en kosteffectief kan worden ingezet, maar er zijn ook enkele nadelen, namelijk:
- Niet geschikt voor extreme omstandigheden (schokgevoelig, temperatuurgevoelig).
- Minder betrouwbaar dan flashgeheugen.
- Neemt (veel) ruimte in.
- Gebruikt (veel) stroom.

## Toepassingen
Doordat flashgeheugen gemakkelijk een compleet besturingssysteem kan bewaren, ontstaan er steeds meer 'schijfloze' computers. Daarnaast zijn er vele technische toepassingen waarbij de ingebouwde computer geen harde schijf heeft.

### Personal Computer
Een personal computer bevat over het algemeen een grafische gebruikersinterface, een tekstverwerker en mogelijkheden om te e-mailen en te Internetten. Om het besturingssysteem tijdens het opstarten te laden zijn er de volgende mogelijkheden:
- Via een netwerk. Daarmee wordt in feite de harde schijf van een centrale server gebruikt. Een voordeel is dat de gegevens centraal beveiligd en opgeslagen worden.
- Met een LiveCD, dat is een opstartbare cd-rom met een besturingssysteem zoals Knoppix. In plaats van de LiveCD kan ook een USB-stick gebruikt worden.
- Met een flashgeheugen dat fungeert als harde schijf. Dit wordt vooral bij kleinere computers gebruikt. In 2005 werkte bijvoorbeeld Nokia aan een kleine computer, die flashgeheugen gebruikte, en draadloos verbinding met Internet kon maken.

### Terminal
Een terminal is een computer waarmee enkel op een centrale computer gewerkt wordt.

### Ingebed systeem
Voor industriële besturingen worden vaak computers gebruikt die in de machines ingebouwd zitten. Deze computers kunnen soms een harde schijf gebruiken, maar vaak ook niet omdat die computers meestal een beperkte taak hebben.